# Fordonia leucobalia
Genre
Espèce
Synonymes
- Homalopsis leucobalia Schlegel, 1837
- Fordonia unicolor Gray, 1849
- Hemiodontus chalybaeus Jan, 1863
- Fordonia bicolor Theobald, 1868
- Fordonia papuensis MacLeay, 1877
- Fordonia varabilis MacLeay, 1878

Statut de conservation UICN

 LC  : Préoccupation mineure
Fordonia leucobalia, unique représentant du genre Fordonia, est une espèce de serpents de la famille des Homalopsidae.

## Répartition
Cette espèce se rencontre  :
- en Inde ;
- au Bangladesh ;
- en Birmanie ;
- en Thaïlande ;
- au Cambodge ;
- au Viêt Nam ;
- en Malaisie ;
- à Singapour ;
- en Indonésie ;
- aux Philippines ;
- au Timor oriental ;
- en Papouasie-Nouvelle-Guinée ;
- en Australie.

## Description
C'est un serpent qui se nourrit de crustacés.

## Publications originales
- Gray, 1842 : Monographic Synopsis of the Water Snakes, or the Family of Hydridae. The Zoological Miscellany, vol. 1842, p. 59-68.
- Schlegel, 1837 : Essai sur la physionomie des serpens, La Haye, J. Kips, J. HZ. et W. P. van Stockum, (texte intégral : vol. 1 & vol. 2).